# League1 Ontario de 2022
A League1 Ontario masculina de 2022 será a oitava temporada da League1 Ontario, a terceira divisão do futebol masculino no Canadá e a primeira divisão do futebol na província de Ontário.
O Guelph United FC foi o campeão da temporada passada, após vencer o Blue Devils FC na final por 3x1, e irá defender o título. Com essa conquista, o Guelph United será o representante da liga no Campeonato Canadense de 2022.

## Formato e mudanças
A liga irá retornar com o formato de grupo único, em que cada equipe disputa 21 partidas, para a temporada de 2022, após a temporada de 2021 ter sido ajustada para ser mais curta devido à pandemia de COVID-19. A temporada regular será disputada em 18 semanas, entre 21 de abril e 21 de agosto. As seis equipes de melhor colocação na temporada regular avançarão para os playoffs, com as duas primeiras equipes recebendo um bye direto para as semifinais. As semifinais serão disputadas entre 27 e 28 de agosto e a final do torneio será no dia 3 de setembro, durante o fim de semana do Labour Day.
Com a definição de que, a partir de 2024, a liga adotará um formato multidivisional, com promoção e rebaixamento, os pontos obtidos na presente temporada irão servir para a colocação das equipes na temporada de 2024. Assim, os pontos obtidos em 2022 (peso de 75%) serão adicionados aos pontos que as equipes obtiverem na temporada de 2023 (peso de 100%) para determinar as colocações.

## Equipes
O número de equipes na divisão masculina cresceu para 22 devido a expansões. Burlington SC, Electric City FC e Simcoe County Rovers se juntaram à liga como equipes de expansão, enquanto que o Pickering FC está voltando de um hiato e disputará sua primeira temporada com seu novo nome, após ser renomeado em 2019. Hamilton United, St. Catharines Roma Wolves, e BVB IA Waterloo (ou Waterloo United), farão as suas estreias na divisão principal da liga, após terem optado, na última temporada, por sair da divisão principal e disputar as divisões inferiores, como a temporada curta da Summer Championship Division ou a Reserve Division. O Toronto Skillz FC e o 1812 FC Barrie deixaram a liga, assim como o Aurora FC que estava em hiato e se juntou ao Simcoe County Rovers Group.
As seguintes equipes participarão desta temporada:
| Clube                      | Cidade                | Estádio                                 |
| -------------------------- | --------------------- | --------------------------------------- |
| Alliance United FC         | Markham               | Centennial College                      |
| Blue Devils FC             | Oakville              | Sheridan College Trafalgar              |
| Burlington SC              | Burlington            | Haber Centre                            |
| BVB IA Waterloo            | Waterloo              | Warrior Field, Universidade de Waterloo |
| Darby FC                   | Whitby                | Whitby Soccer Centre                    |
| Electric City FC           | Peterborough          | Fleming College Sports Complex          |
| Guelph United FC           | Guelph                | Alumni Stadium                          |
| Hamilton United            | Hamilton              | Ron Joyce Stadium                       |
| FC London                  | London                | Portuguese Club of London               |
| Master's FA                | Scarborough (Toronto) | L'Amoreaux Park                         |
| North Mississauga SC       | Mississauga           | Churchill Meadows                       |
| North Toronto Nitros       | Toronto               | Downsview Park                          |
| Pickering FC               | Pickering             | Pickering Soccer Centre/Kinsmen Park    |
| ProStars FC                | Brampton              | Victoria Park Stadium                   |
| Scrosoppi FC               | Milton                | Bishop Reding                           |
| Sigma FC                   | Mississauga           | Paramount Fine Foods Centre             |
| Simcoe County Rovers FC    | Barrie                | J.C Massie Field, Georgian College      |
| St. Catharines Roma Wolves | St. Catharines        | Roma Park – Under Armour Field          |
| Unionville Milliken SC     | Unionville (Markham)  | Bill Crothers                           |
| Vaughan Azzurri            | Vaughan               | North Maple Regional Park               |
| Windsor TFC                | Amherstburg           | Libro Centre                            |
| Woodbridge Strikers        | Woodbridge (Vaughan)  | Vaughan Grove                           |

## Premier Division

### Temporada regular
| Pos | Equipe                     | J | V | E | D | GM | GC | SD | Pts | Qualificação e rebaixamento           |
| --- | -------------------------- | - | - | - | - | -- | -- | -- | --- | ------------------------------------- |
| 1   | Electric City FC           | 1 | 0 | 1 | 0 | 0  | 0  | 0  | 1   | Classificado para a semifinal         |
| 2   | Guelph United FC           | 1 | 0 | 1 | 0 | 0  | 0  | 0  | 1   | Classificado para a semifinal         |
| 3   | Alliance United FC         | 0 | 0 | 0 | 0 | 0  | 0  | 0  | 0   | Classificado para as quartas de final |
| 4   | Blue Devils FC             | 0 | 0 | 0 | 0 | 0  | 0  | 0  | 0   | Classificado para as quartas de final |
| 5   | Burlington SC              | 0 | 0 | 0 | 0 | 0  | 0  | 0  | 0   | Classificado para as quartas de final |
| 6   | BVB IA Waterloo            | 0 | 0 | 0 | 0 | 0  | 0  | 0  | 0   | Classificado para as quartas de final |
| 7   | Darby FC                   | 0 | 0 | 0 | 0 | 0  | 0  | 0  | 0   |                                       |
| 8   | Hamilton United            | 0 | 0 | 0 | 0 | 0  | 0  | 0  | 0   |                                       |
| 9   | FC London                  | 0 | 0 | 0 | 0 | 0  | 0  | 0  | 0   |                                       |
| 10  | Master's FA                | 0 | 0 | 0 | 0 | 0  | 0  | 0  | 0   |                                       |
| 11  | North Mississauga SC       | 0 | 0 | 0 | 0 | 0  | 0  | 0  | 0   |                                       |
| 12  | North Toronto Nitros       | 0 | 0 | 0 | 0 | 0  | 0  | 0  | 0   |                                       |
| 13  | Pickering FC               | 0 | 0 | 0 | 0 | 0  | 0  | 0  | 0   |                                       |
| 14  | ProStars FC                | 0 | 0 | 0 | 0 | 0  | 0  | 0  | 0   |                                       |
| 15  | Scrosoppi FC               | 0 | 0 | 0 | 0 | 0  | 0  | 0  | 0   |                                       |
| 16  | Sigma FC                   | 0 | 0 | 0 | 0 | 0  | 0  | 0  | 0   |                                       |
| 17  | Simcoe County Rovers FC    | 0 | 0 | 0 | 0 | 0  | 0  | 0  | 0   |                                       |
| 18  | St. Catharines Roma Wolves | 0 | 0 | 0 | 0 | 0  | 0  | 0  | 0   |                                       |
| 19  | Unionville Milliken SC     | 0 | 0 | 0 | 0 | 0  | 0  | 0  | 0   |                                       |
| 20  | Vaughan Azzurri            | 0 | 0 | 0 | 0 | 0  | 0  | 0  | 0   |                                       |
| 21  | Windsor TFC                | 0 | 0 | 0 | 0 | 0  | 0  | 0  | 0   |                                       |
| 22  | Woodbridge Strikers        | 0 | 0 | 0 | 0 | 0  | 0  | 0  | 0   |                                       |

### Playoffs
|  | Quartas de finais | Quartas de finais | Quartas de finais |  |  | Semifinais 27-28 de agosto de 2022 | Semifinais 27-28 de agosto de 2022 | Semifinais 27-28 de agosto de 2022 |  |  | Final 03 de setembro de 2022 | Final 03 de setembro de 2022 | Final 03 de setembro de 2022 |
|  |                   |                   |                   |  |  |                                    |                                    |                                    |  |  |                              |                              |                              |
|  |                   |                   |                   |  |  |                                    |                                    |                                    |  |  |                              |                              |                              |
|  |                   |                   |                   |  |  |                                    |                                    |                                    |  |  |                              |                              |                              |
|  |                   |                   |                   |  |  |                                    |                                    |                                    |  |  |                              |                              |                              |
|  |                   |                   |                   |  |  |                                    |                                    |                                    |  |  |                              |                              |                              |
|  |                   |                   |                   |  |  |                                    |                                    |                                    |  |  |                              |                              |                              |
|  |                   |                   |                   |  |  |                                    |                                    |                                    |  |  |                              |                              |                              |
|  |                   |                   |                   |  |  |                                    |                                    |                                    |  |  |                              |                              |                              |

## Premiação
| League1 Ontario de 2022 |
| ----------------------- |
| ' Campeão (?.º título)  |